# Cañada (Alicante)
Pour les articles homonymes, voir Cañada.
Cañada, en castillan et officiellement (La Canyada ou La Canyada de Biar en valencien), est une commune d'Espagne de la province d'Alicante dans la Communauté valencienne. Elle est située dans la comarque d'Alto Vinalopó et dans la zone à prédominance linguistique valencienne.

## Géographie

### Localisation

Localisation de Cañada
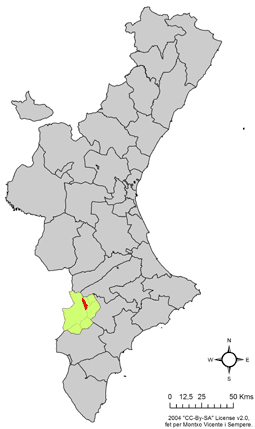
dans la Communauté valencienne.
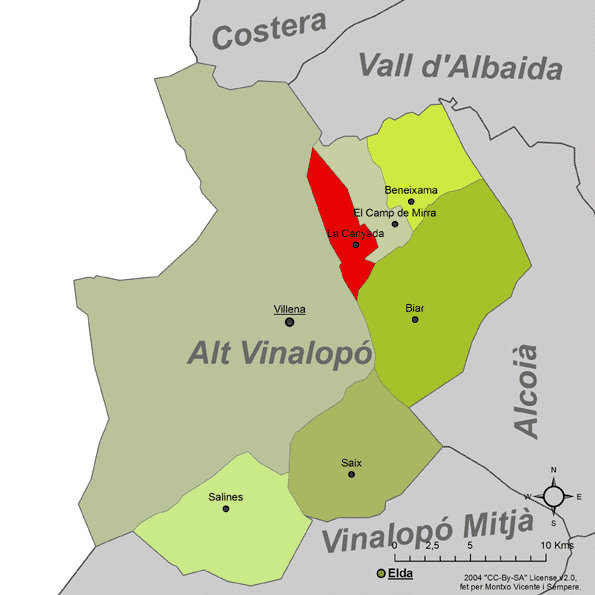
dans la comarque de l'Alto Vinalopó.

## Lieux et monuments
- L'église paroissiale ;
- L'ermitage Notre-Dame du Carme ;
- L'ermitage Saint-Christophe.